# Kyrenia
 Ovo je glavno značenje pojma Kyrenia. Za druga značenja pogledajte Kyrenia (razdvojba).
Kyrenia (turski: Girne; grčki: Κερύνεια Keryneia; starogrčki: Κυρηνεία Kyreneia) je grad na sjevernoj obali Cipra ispod istoimenog gorja (Kyrenia). Danas je u sastavu tzv. Turske Republike Sjeverni Cipar. 
Iako postoje dokazi da je Kyrenia naseljena otprilike 5800–3000 pr. Kr., tradicionalno se prihvaća da su grad osnovali Ahejci s Peloponeza nakon Trojanskog rata. Kako je grad napredovao, Rimljani su u 1. stoljeću poslije Krista postavili temelje svog dvorca. Kyrenia je postajala sve važnija nakon 9. stoljeća zbog sigurnosti koju je pružao dvorac i igrala je ključnu ulogu pod vladavinom kuće Lusignan jer grad nikada nije kapitulirao. Dvorac su zadnji put mijenjali Mlečani u 15. stoljeću, ali se grad ipak predao Osmanskom carstvu 1571. godine.
Stanovništvo grada bilo je miješano muslimansko i kršćansko 1831. godine, uz neznatnu muslimansku većinu. Međutim, dolaskom britanske vlasti mnogi su ciparski Turci pobjegli u Anadoliju, a grad su uglavnom naselili ciparski Grci. Tijekom turske invazije nije bilo većeg nasilja u gradu, no stanovnici ciparski Grci, kojih je bilo oko 2650, pobjegli su ili su bili prisilno raseljeni nakon 1974. Trenutno je grad naseljen ciparskim Turcima, turskim doseljenicima s kopna i britanskim iseljenicima. U općini živi 33.207 stanovnika.
Kyrenia je kulturno i ekonomsko središte, a smatra ju se turističkom prijestolnicom sjevernog Cipra. Grad je domaćin godišnjeg festivala kulture i umjetnosti, na kojem sudjeluju stotine umjetnika i izvođača. Na trima sveučilištima studira oko 14 000 studenata.

## Znamenitosti
Posebno je značajna povijesna tvrđava (sagrađena u bizantskom razdoblju, kasnije su ju koristili i dograđivali križari i Mlečani). Zanimljiv je tzv. Muzej brodoloma s prikazom grčkih brodova iz 4. st. Postoji i muzej pravoslavnih ikona.